# Company Business
Pour plus de détails, voir Fiche technique et Distribution.
Company Business est un film américain réalisé par Nicholas Meyer, sorti en 1991. Il a parfois été exploité en France en vidéo sous le titre Patriotes.

## Synopsis
Alors que la guerre froide touche à sa fin, Sam Boyd, agent retraité de la CIA est rappelé pour une dernière mission. Il est chargé d'escorter un espion soviétique, Pyiotr Grushenko, jusqu'à Berlin pour un échange de prisonniers avec les Russes. D'abord réticent, Sam Boyd accepte de voyager avec cet ancien ennemi. Ils vont cependant vite se rendre compte qu'ils ont été doublés par leurs gouvernements respectifs. Ils vont devoir mettre leur rancœur de côté et faire équipe pour démasquer les agents doubles ayant infiltrés la CIA et le KGB.

## Fiche technique
Sauf indication contraire, les informations mentionnées dans cette section peuvent être confirmées par la base de données cinématographiques IMDb,  présente dans la section « Liens externes ».
- Titre original : Company Business
- Titre français alternatif pour la sortie en vidéo : Patriotes
- Titre alternatif : Patriot$
- Réalisation et scénario : Nicholas Meyer
- Direction artistique : Albrecht Konrad
- Décors : Ken Adam
- Costumes : Yvonne Blake
- Photographie : Gerry Fisher
- Montage : Ronald Roose
- Musique : Michael Kamen
- Production : Steven-Charles Jaffe

Producteur associé : Dirk Petersmann
- Société de production : MGM-Pathé Communications (en)
- Société de distribution : Metro-Goldwyn-Mayer (États-Unis)
- Budget : 18 millions de dollars
- Pays d'origine :  États-Unis
- Langues originales : anglais, russe et français
- Format : couleur - 1.85:1 - 35 mm
- Genre : comédie, espionnage
- Durée : 99 minutes
- Dates de sortie[2] :
  - États-Unis : 6 septembre 1991
  - France : inédit en salles

## Distribution
- Gene Hackman (VF : Claude Joseph) : Sam Boyd
- Mikhaïl Barychnikov : Pyotr Ivanovich Grushenko
- Kurtwood Smith : Elliot Jaffe
- Terry O'Quinn : le colonel Pierce Grissom alias « Donald »
- Daniel von Bargen : Mike Flinn
- Oleg Rudnik : le colonel Grigori Golitsin
- Géraldine Danon : Natasha Grimaud
- Nadim Sawalha : Faisal
- Michael Tomlinson : Dick Maxfield
- Bob Sherman : Benjamin Sobel
- Howard McGillin : Bruce Wilson
- Louis Eppolito : Paco Gonzalez
- Shane Rimmer : le président du comité Maxine Gray Cosmetics

## Production
Richard Dreyfuss et Elliott Gould ont été envisagés dans les rôles principaux.
Le tournage a lieu de mars à mai 1990. Il se déroule à Paris (notamment le restaurant Le Jules Verne, tour Eiffel, ...), Berlin (Berlin-Wilmersdorf, Heidelberger Platz, ...), à Anguilla, à Washington et dans le Maryland (aéroport international Thurgood Marshall de Baltimore-Washington).

## Accueil

### Critique
Plusieurs protagonistes seront très critiques envers le film. Dans son autobiographie, le réalisateur-scénarioste Nicholas Meyer évoque un script inachevé et des conflits avec l'acteur principal Gene Hackman. L'acteur Mikhaïl Barychnikov, qui l'a détesté, refusera d'en faire la promotion.

### Box-office
Le film est un flop au box-office avec seulement 1 501 785 $ de recettes aux Etats-Unis et au Canada.